# Virtudes prussianas

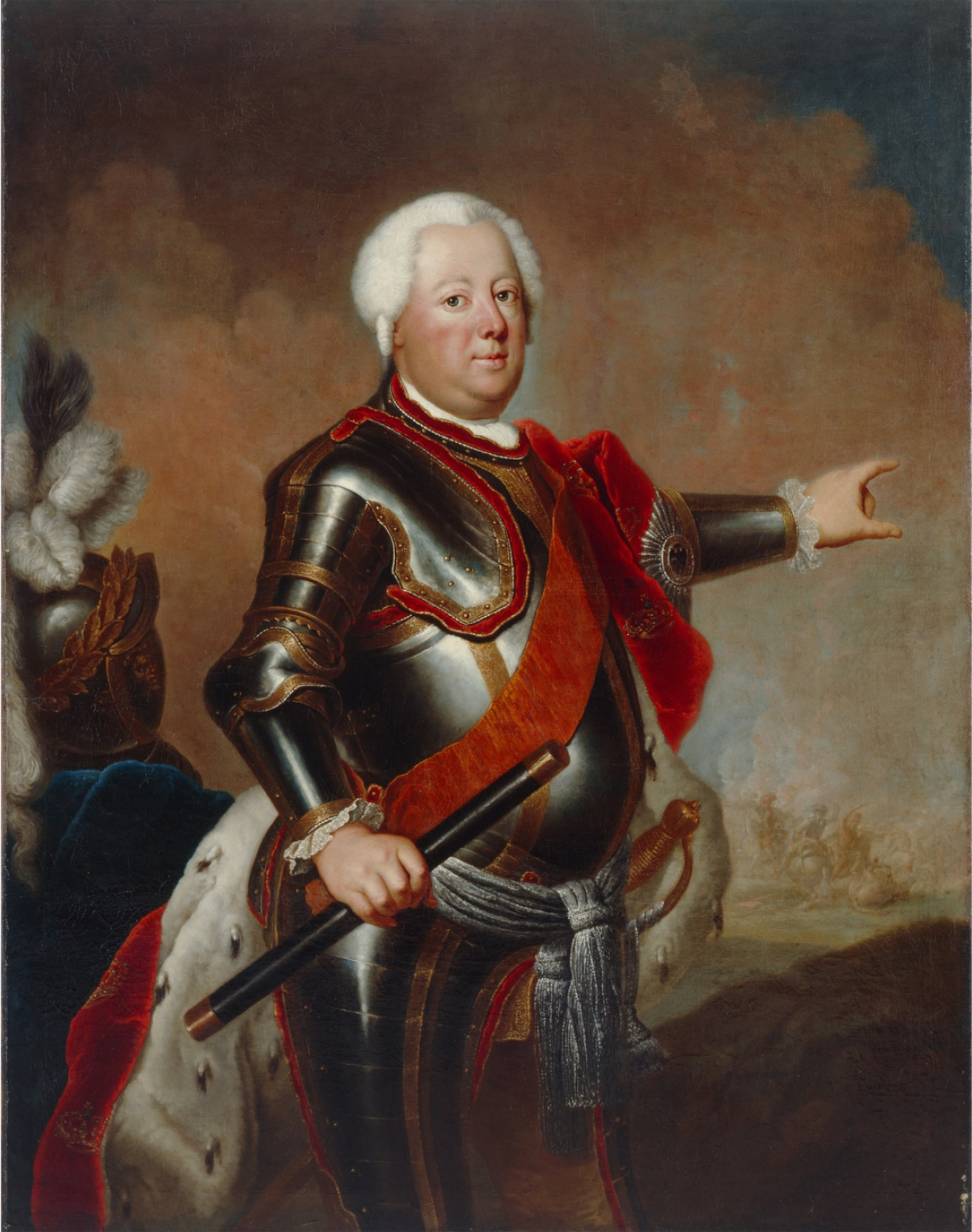
Rei Frederico Guilherme I da Prússia, o "Soldado-Rei", foi o primeiro a nomear as virtudes prussianas (que estavam supostamente presentes desde o Estado da Ordem Teutônica). Pintura por Antoine Pesne, cerca de 1733.

O termo virtudes prussianas (alemão: preußische Tugenden) refere-se às virtudes associadas ao histórico Reino da Prússia, especialmente seu militarismo e o código ético do exército prussiano, mas também valores burgueses como influenciados pelo Luteranismo e Calvinismo em particular. Isso tem também significativamente influenciado amplamente a cultura alemã, tais como os contemporâneos estereótipos de eficiência, austeridade e disciplina.

## Desenvolvimento
Estas virtudes, enquanto rastreadas de volta para os cavaleiros teutônicos, foram nomeadas pelo Rei Frederico Guilherme I da Prússia, o "soldado–rei" e reformador "burguês" frugal da administração prussiana, bem como do seu filho, Frederico, o Grande. O pai tinha tomado em cima um sobre endividado orçamento público e viu a si mesmo como um modelo de papel moral, enquanto o filho viu a si mesmo como um exemplar de razão para o religiosamente, etnicamente, e linguisticamente diverso estado prussiano. O estendido território prussiano foi lar para súditos Protestantes, Católicos e Judeus, de alemães, polacos, sorábios e cassubianos. Frederico Guilherme I considerava a si mesmo papel modelo, seu iluminado filho confiava na razão e tolerância para governar seu multifacetado estado.
Prússia recebeu uma altamente avançada administração e sistema legal, bem como um leal corpo de oficiais e um tipo de patriotismo de senso comum reunindo os súditos atrás do governo Hohenzollern. A "era da reforma" prussiana, da derrota militar por Napoleão I nas Batalhas de Jena e Auerstedt, até o Congresso de Viena em 1815, foram também uma importante influência. Estes incluíram a reforma de fronteiras de comunidades, o exército, escolas, universidades, e taxas, bem como a emancipação dos judeus.

## Na poesia
O autor e soldado alemão Walter Flex (1887–1917) escreveu 
"Wer je auf Preußens Fahne schwört,
hat nichts mehr, was ihm selbst gehört."
Tradução: 
"Aquele que jura na bandeira da Prússia
não possui mais nada a não ser o que pertence [a si mesmo]."
As virtudes prussianas podem ser sumarizadas pelas linhas de abertura do poema "Der alte Landmann an seinen Sohn" ("O Velho Fazendeiro para Seu Filho") por Ludwig Christoph Heinrich Hölty (1748–1776). O texto lê como segue: "Üb' immer Treu und Redlichkeit / Bis an dein kühles Grab; / Und weiche keinen Fingerbreit / Von Gottes Wegen ab." Tradução: "Use sempre fidelidade e honestidade / Até seu túmulo frio; / E não desvie uma polegada / Dos caminhos do Senhor." O poema foi definido para música por Mozart para uma melodia adaptada da ária "Ein Mädchen oder Weibchen" de sua ópera de 1791, A Flauta Mágica. Isso foi interpretado diariamente pelo carrilhão da Igreja e Guarnição de Potsdam onde Frederico, o Grande foi inicialmente enterrado.

## Visões pós-II Guerra Mundial
Desde a derrota na II Guerra Mundial e a campanha de desnazificação, histórico militarismo alemão tem se tornado anátema na cultura alemã, focada na responsabilidade coletiva e reparação. Ao mesmo tempo, as relacionadas não-militares, virtudes burguesas de eficiência, disciplina e ética de trabalho permanecem em alta posição. Isto tem levado para o conceito de "virtudes prussianas" sendo consideradas com mixados sentimentos na Alemanha dos dias modernos. Entre os protestos estudantis alemães de 1968, virtudes militaristas foram rejeitadas como pré-requisito para as atrocidades cometidas pelo regime nazista. O termo Kadavergehorsam para "obediência cega", originalmente um insulto dirigido contra Jesuítas durante Kulturkampf dos anos 1870, veio para ser usado como um grampo depreciativo do ethos militar "prussiano". Similarmente, o termo Nibelungentreue ("lealdade Nibelung"), qual no Império Alemão tinha sido usado em um positivo senso para a virtude militar de absoluta lealdade, vindo para ser usado depreciativamente em referência para fanática lealdade característica do fascismo. Em 1982, em meio à controvérsia cercando a NATO Double-Track Decision, em resposta para o Partido Social-Democrata da Alemanha, a chamada do Chanceler da Alemanha Helmut Schmidt para um retorno para tais virtudes, o prefeito SPD de Saarbrücken, Oskar Lafontaine comentou que estas foram "perfeitamente adequadas para administrar um campo de concentração". Em 2006, o Primeiro-ministro de Brandenburgo Matthias Platzeck chamou para um retorno para as virtudes prussianas, citando "boas virtudes básicas, tais como honestidade, confiabilidade, e diligência".

## Exemplos de virtudes prussianas
- Austeridade ou Frugalidade (alemão: Sparsamkeit)
- Autoanulação (alemão: Zurückhaltung) Mehr sein als scheinen!  ("Mais substância do que aparência!")
- Autonegação (alemão: Selbstverleugnung)
- Confiabilidade (alemão: Zuverlässigkeit)
- Coragem (alemão: Mut)
- Determinação (alemão: Zielstrebigkeit)
- Devoção, junto com tolerância religiosa (alemão: Gottesfurcht bei religiöser Toleranz) Jeder soll nach seiner Façon selig werden ("Deixe todos encontrarem a salvação de acordo com suas próprias crenças.")
- Disciplina (alemão: Disziplin)
- Fortitude sem autopiedade (alemão: Tapferkeit ohne Wehleidigkeit) Lerne leiden ohne zu klagen ("Aprenda a sofrer sem reclamar.")
- Franqueza ou Probidade (alemão: Redlichkeit)
- Humildade ou Modéstia (alemão: Bescheidenheit)
- Incorruptibilidade (alemão: Unbestechlichkeit)
- Laboriosidade ou Diligência (alemão: Fleiß)
- Lealdade (alemão: Treue)
- Obediência (alemão: Gehorsam) Seid gehorsam, doch nicht ohne Freimut ("Seja obediente, mas não sem franqueza.")
- Pontualidade (alemão: Pünktlichkeit)
- Restrição (alemão: Zurückhaltung)
- Retidão ou Rigorismo (alemão: Geradlinigkeit)
- Senso de dever ou Consciência (alemão: Pflichtbewusstsein)
- Senso de justiça (alemão: Gerechtigkeitssinn) Jedem das Seine ou Suum cuique ("A cada um o que merece.")
- Senso de ordem (alemão: Ordnungssinn): ("Saiba seu lugar")
- Sinceridade (alemão: Aufrichtigkeit)
- Subordinação (alemão: Unterordnung)
- Tenacidade (alemão: Härte): Gegen sich mehr noch als gegen andere ("Seja ainda mais duro com você mesmo do que com os outros.")